# جون شوارتز (موسيقي)
جون شوارتز (بالإنجليزية: Jon Schwartz)‏ هو موسيقي أمريكي، ولد في 18 أغسطس 1956 في شيكاغو في الولايات المتحدة.

## وصلات خارجية
- الموقع الرسمي
- جون شوارتز على موقع IMDb (الإنجليزية)
- جون شوارتز على موقع ميوزك برينز (الإنجليزية)
- جون شوارتز على موقع ديسكوغز (الإنجليزية)
- جون شوارتز على موقع قاعدة بيانات الفيلم (الإنجليزية)